# موراس
موراس (به آلمانی: Moraas) یک شهر در آلمان است که در لودویگسلوست-پارشیم واقع شده‌است. موراس ۵۰۶ نفر جمعیت دارد.